# Cordillera Skagit
La cordillera Skagit  es una cadena montañosa de la cordillera de las Cascadas en el suroeste de la Columbia Británica, Canadá y el noroeste de Washington, Estados Unidos, que en Canadá se conocen como las cascadas Canadienses y oficialmente las montañas de las Cascadas. La cordillera Skagit se encuentra al oeste del río Skagit y al este y al norte del río Chilliwack y flanquea la región del Alto Valle Fraser del Lower Mainland de la Columbia Británica.
De las tres subcadenas de las Cascadas de Canadá —las cordilleras Skagit, Hozameen y Okanagan— la Skagit es la más montañosa. Continúa hacia el norte hasta el río Fraser, a veces con diferentes nombres locales. Las montañas de la Esperanza y el "Grupo del Río Anderson" están separados de la cordillera principal de Skagit por límites naturales distintos, pero por lo demás tienen un carácter similar.

## Geografía
Según Fred Beckey hay diferencias de opinión sobre los nombres y las ubicaciones de las subcadenas de las Cascadas del norte, especialmente entre los geógrafos canadienses y los americanos. Sin embargo, los primeros geólogos y topógrafos tenían un acuerdo fundamental sobre la ubicación y los nombres de las subcadenas. Se consideraba que la cordillera Skagit era la zona montañosa que iba desde el río Skagit al noroeste hasta el río Fraser. Mapas canadienses más recientes muestran que la cordillera Skagit limita al oeste con el valle de Sumallo-Nicolum y se extiende al norte a lo largo del lado este del río Coquihalla.
El BCGNIS define la cordillera Skagit simplemente como «al oeste del río Skagit, se extiende hasta los EE.UU.». El USGS define la cordillera en su base de datos GNIS con un solo punto, 48°55′39″N 121°33′57″W, al norte de la Montaña de Granito donde se encuentra el monte Chardonnay. Peakbagger.com define la cordillera Skagit como una región grande y no totalmente montañosa limitada por el río Fraser al norte, el río Skagit al sur y al este, el estrecho de Georgia al oeste y los ríos Nicolum y Sumallo al noreste. Esta definición incluye una zona considerable de zonas no montañosas, especialmente a lo largo del bajo río Fraser y cerca de la costa
Las subcadenas incluyen la cordillera Cheam, también conocida como los Cuatro Hermanos, y la cordillera Picket.

## Picos/Cumbres
Entre las cumbres más importantes se encuentran la montaña de la Esperanza, el monte Barr, el pico Cheam, la montaña Slesse, el monte Rexford, el monte Larrabee y los picos de la Frontera Americana-Canadiense.

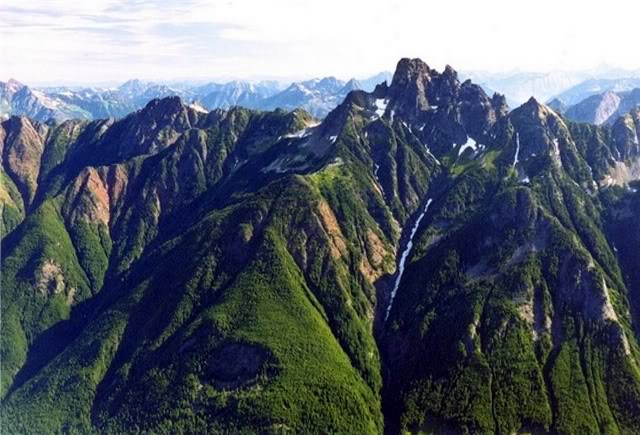
El Slesse visto desde el Monte Larrabee